# Надеждинка (Рузаевский район)
Наде́ждинка — деревня в составе  Архангельско-Голицынского сельского поселения Рузаевского района Республики Мордовия.

## География
Находится у реки Инсар, прилегает с востока к районному центру города Рузаевка.

## История
Основана после отмены крепостного права переселенцами из села Красный Клин, название по фамилии первопоселецев. В 1894 году учтена  как деревня Саранского уезда из 11 дворов.
Жители Надеждинки были приписаны к приходу села Левжа.

## Население
Постоянное население составляло 294 человека (русские 69%, мордва-мокша 26%) в 2002 году, 387 в 2010 году .